# Samantha Moore
Samantha Moore é uma compositora e cantora canadense cujas músicas têm sido regravadas por cantores consagrados e em ascensão, como Miley Cyrus em East Northumberland High.
- Este artigo foi inicialmente traduzido, total ou parcialmente, do artigo da Wikipédia em inglês cujo título é «Samantha Moore».